# Iuriivka, Hadeaci
Iuriivka (în ucraineană Юр'ївка) este un sat în comuna Liutenka din raionul Hadeaci, regiunea Poltava, Ucraina.

## Demografie
Componența lingvistică a localității Iuriivka
     Ucraineană (98,7%)
     Rusă (1,3%)
Conform recensământului din 2001, majoritatea populației localității Iuriivka era vorbitoare de ucraineană (98,7%), existând în minoritate și vorbitori de rusă (1,3%).